# Paul Broten
Paul Newell Broten (Roseau, 27 ottobre 1965) è un ex hockeista su ghiaccio statunitense che ha giocato nella National Hockey League. Anche i fratelli Aaron e Neal sono stati giocatori di hockey.

## Carriera

### Club
Broten fu selezionato dai New York Rangers al quarto giro, in 77ª posizione assoluta in occasione dell'NHL Entry Draft 1984. Dalla stagione successiva si trasferì presso la University of Minnesota, dove rimase quattro anni totalizzando 122 punti in 172 apparizioni. Nel 1988 entrò nell'organizzazione dei Rangers, alternando presenze in NHL ad altre nelle formazioni affiliate della IHL e della AHL. In totale Broten giocò 218 partite con i Rangers, ottenendo 65 punti.
Broten vestì la maglia dei Rangers fino alla stagione 1993-1994, quando passò ai Dallas Stars. Rimase con i Stars per due anni prima di giocare nella stagione 1995-96 con i Blues e i Worcester IceCats in AHL. Broten giocò le due stagioni successive con squadre della IHL, prima di concludere la propria carriera nella DEL tedesca con i Berlin Capitals.

### Nazionale
Broten nel 1999 vestì la maglia degli Stati Uniti giocando tre partite del mondiale disputato in Norvegia.